# Kalakdarreh-ye Yek
Kalakdarreh-ye Yek (persiska: كَلگَدَرِّۀ يِك, كَلگِه دَرِّه, كَلك دَرِّه, كَلَك دَرِّه, کلکدرّه یک) är en ort i Iran.   Den ligger i provinsen Khuzestan, i den västra delen av landet, 400 km sydväst om huvudstaden Teheran. Kalakdarreh-ye Yek ligger 492 meter över havet och antalet invånare är 295.
Terrängen runt Kalakdarreh-ye Yek är huvudsakligen kuperad, men åt sydost är den platt. Runt Kalakdarreh-ye Yek är det ganska tätbefolkat, med 72 invånare per kvadratkilometer. Närmaste större samhälle är Ḩoseynīyeh, 11,6 km söder om Kalakdarreh-ye Yek. Omgivningarna runt Kalakdarreh-ye Yek är i huvudsak ett öppet busklandskap.